# 영국 항모타격단 21

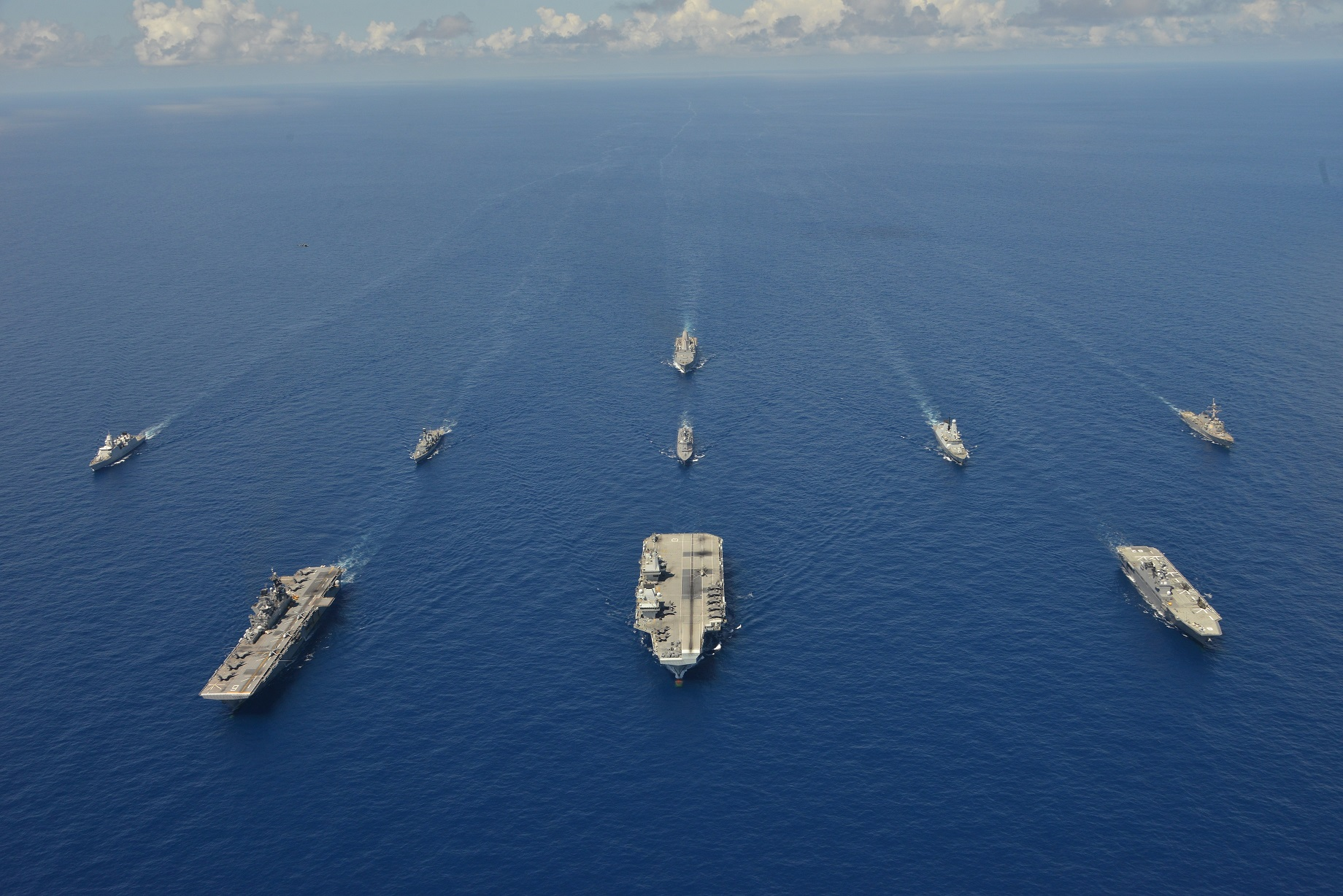
2021년 8월, 오키나와 인근 해상에서 열린 대규모 연합해군훈련

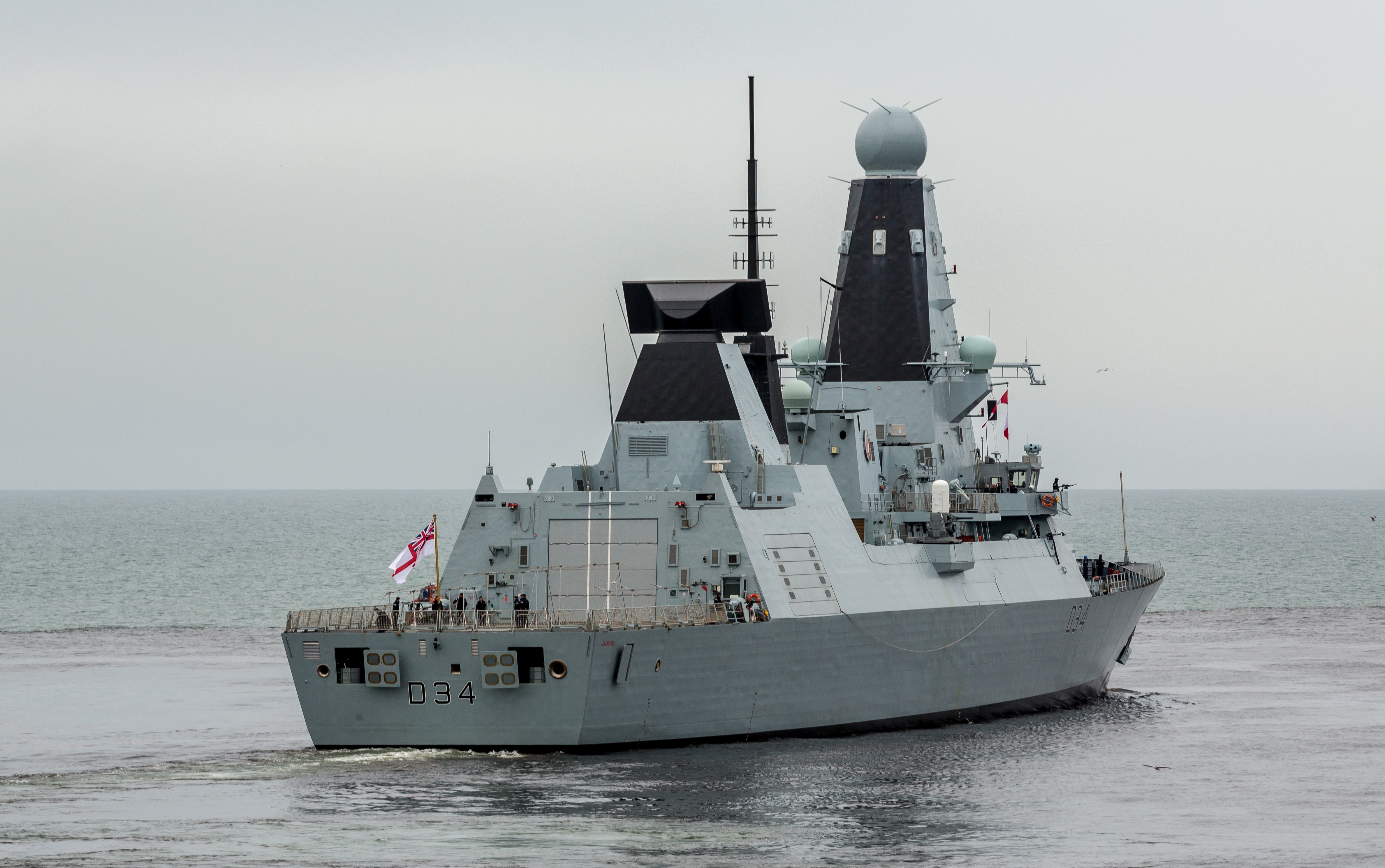
구축함

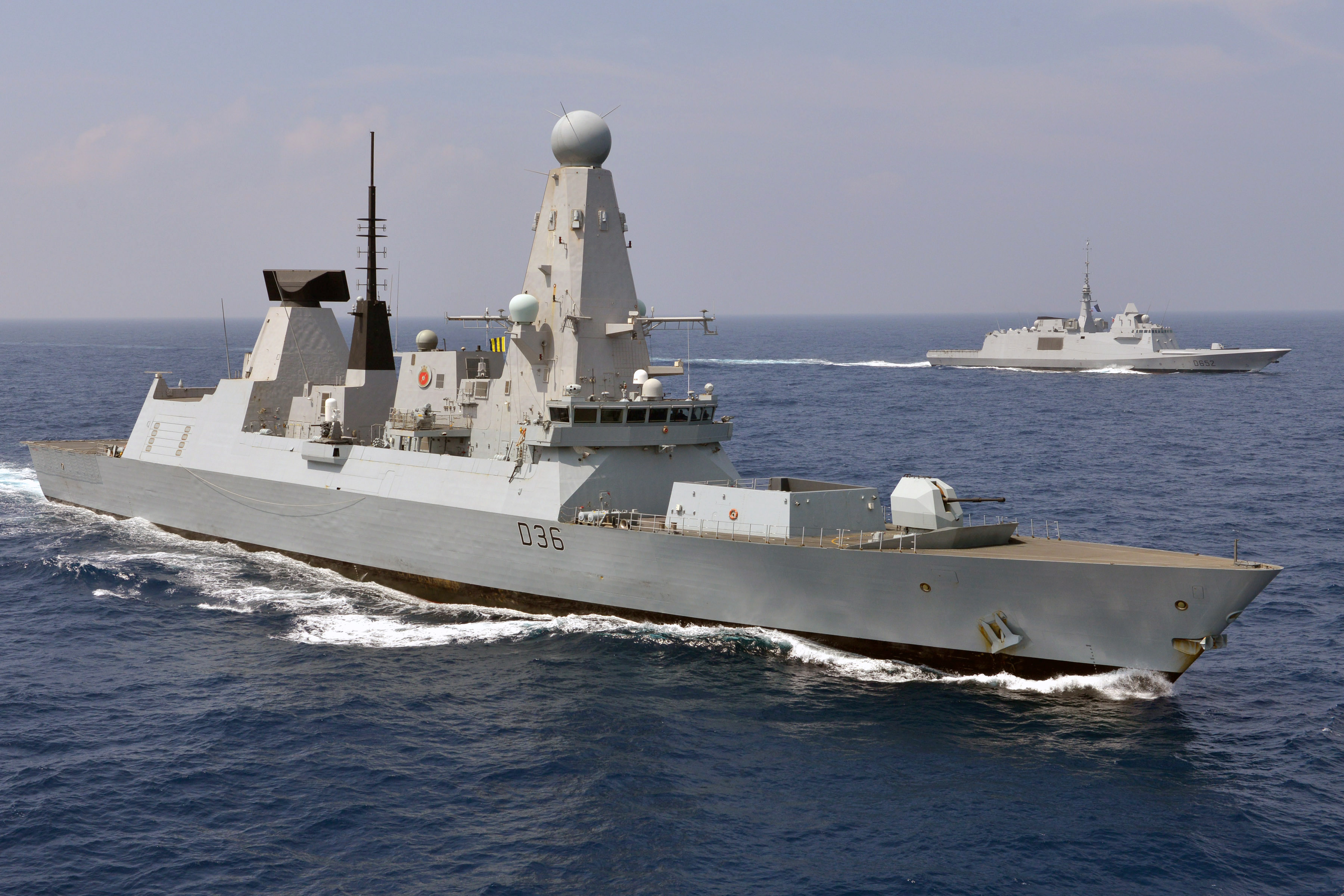
구축함

영국 항모타격단 21(United Kingdom Carrier Strike Group 21, CSG21)은 영국 해군의 항공모함 함대이다.

## 역사
영국 항공모함 타격단 21(CSG21)은 현재 2021년 5월에서 12월 사이에 포티스 작전을 위해 배치된 영국 주도의 함대이다. 항모 타격단은 영국 정부가 미국이 주도하는 자유롭고 열린 인도 태평양 전략에 참여한다는 의미로 해석된다. 통합검토를 통해 발표한 국방 및 외교정책에 따르면, 이는 퀸 엘리자베스급 항공모함의 첫 번째 공격단 배치이며, 2011년 이후 영국 항공모함 타격단의 첫 작전 배치이다. 배치는 2006년 프로그램이 시작된 이후 F-35 전투기의 단일 배치로는 최대 규모이며, 세계에서 가장 큰 5세대 항공모함 항공모함이다. 또한 퀸 엘리자베스 항공모함은, 취역한 이후 가장 많은 인원이 탑승했다. 이 그룹에는 10년 이상, 가장 많은 수의 영국 해군 해상 헬리콥터가 배치될 것이다.
2016년 영국은 스카이넷 군사 통신 시스템의 위성을 동쪽으로 이동하여 동아시아와 서태평양으로 범위를 확장했으며 호주에 지상국을 개설했다.

## 대한민국
한국 전쟁 당시, 영국 항공모함이 파병되었는데, 21세기에는 HMS 퀸 엘리자베스 (R08) 항공모함을 중심으로 한 CSG21이 한반도 유사시 동해에 파병될 계획이다.
2021년 8월 11일, 5월 말에 영국 포츠머스 해군기지를 출항한 HMS 아트풀 (S121) 잠수함이 부산 해군작전사령부에 군수품 보급을 위해 정박했다. 20일 영국 해군의 핵 추진 잠수함인 아트풀의 승조원들이 기항 중인 부산 남구 해군작전사령부를 나와 해운대 거리를 돌아다녔다. 항공전단 소속 잠수함은 항모 호위를 위해 보통 미리 운항한다.
2021년 8월 31일, 한국 해군이 영국 해군과 인도주의적 차원에서 탐색구조 훈련과 해상 기동전술 훈련을 실시한다. 국방부는 동해에서 실시되는 훈련에 한국 측에서는 대형수송함 독도함(1만4000t급)과 구축함, 잠수함 등이 참가하고 영국군은 최신예 항공모함 퀸 엘리자베스호(6만5000t급) 전단이 참가한다.
원래 CSG21에는 미국 구축함 1척과 네덜란드 호위함 1척이 포함되지만, 국방부 부승찬 대변인은 정례브리핑에서 "미국을 비롯한 타국 전력이 항모 전단 구성 요소로 일부 편성됐으나 이번 한영 연합훈련에 참여하지 않는다"며 "일부 매체에서 한미영 연합훈련을 한다는 보도는 사실과 다르다"고 밝혔다.

## 구성
- 항공모함: 퀸 엘리자베스급 항공모함 HMS 퀸 엘리자베스 (R08)
- 구축함:
  - 45형 구축함: 대공 임무, HMS 다이아몬드 (D34), HMS 디펜더 (D36)
  - 알레이버크급 구축함: USS 더 설리반스 (DDG-68)
- 호위함
  - 23형 호위함: 대잠전 임무, HMS 리치몬드 (F239), HMS 켄트 (F78)
  - 드 제번 프로빈시엔급 호위함: HNLMS 에버트슨 (F805)
- 지원함:
  - 타이드급 지원함: RFA 타이드스프링 (A136)
  - 포트 빅토리아급 지원함: RFA 포트 빅토리아 (A387)
- 잠수함
  - 어스튜트급 잠수함: HMS 아트풀 (S121)